# 思い、思われ、ふり、ふられ
『思い、思われ、ふり、ふられ』（おもい、おもわれ、ふり、ふられ）は、咲坂伊緒による日本の漫画作品。『別冊マーガレット』（集英社）2015年7月号から2019年6月号まで連載された。略称は「ふりふら」。単行本全12巻。
恋愛観の異なる女子高校生2人をヒロインに描いた群像劇。物語はヒロインの女子高校生のほか男子高校生2人を交えて展開する。
2017年、第41回講談社漫画賞にノミネートされた。翌2018年、第63回小学館漫画賞少女向け部門を受賞した。2020年7月時点で累計発行部数は550万部を突破している。
メディアミックスとして、実写映画が2020年8月14日に、アニメーション映画が同年9月18日にそれぞれ公開された。

## あらすじ
人見知りが激しく、他人と話すのが苦手で、自分に自信が持てない市原由奈は、高校進学を機に引っ越す親友を見送りに行った際、子供のころに読んだ絵本に出てきた王子様そっくりの男子を見かける。同じく離れ離れになる友達を見送りに来ていた山本朱里とひょんなことで知り合い、朱里が同じマンションに引っ越してきた同級生だと分かる。
少女漫画の恋愛に憧れ、夢見がちで消極的な由奈と、明るく積極的で現実的な恋愛を楽しむ朱里、2人は正反対の性質だが、不思議と親しくなっていく。由奈が気になっていた「王子様」が朱里の義弟・理央であることが判明、恋愛未経験の由奈は理央への気持ちは恋ではないと思っていたが、次第に自分が理央を好きになったことに気が付く。朱里は姉の目から見て、由奈には理央を薦められないと伝えるが、由奈の人生初の恋を応援しようと決心する。朱里は、由奈が唯一親しく話せる幼なじみ・乾和臣のストレートな言動にドキドキさせられる。4人の青春が始まる。

## 登場人物
市原 由奈（いちはら ゆな）
高校1年生。初恋の相手は絵本の中の王子様で、少女漫画に出てくるような恋愛に憧れている。消極的でおっとりとした性格であり、自分に自信が持てず、人と話しをする時も目を見られず下を向きがち。
価値観が違う朱里に最初は戸惑いながらも友情を深めていく。
初恋の王子様によく似た理央のことが気になっていたが、恋愛に奥手であり、また自分のような人間が恋をしていいのかと、自信のなさに起因するネガティブ思考から、理央への気持ちを否定していた。だが、想いが叶わなくとも理央のことが好きだという気持ちを認めた。
理央に告白して振られるが、思いは冷めずに、その恋心によって次第に前向きに成長していく。
誕生日 - 1月7日、血液型 - A型、身長 - 154センチメートル、体重 - 44キログラム
山本 朱里（やまもと あかり）
由奈と同じマンションに越してきた同級生。明るく快活な性格。
由奈が和臣と親しく話す様子を見て、由奈が好む少女漫画的展開を期待するが、双方とも恋愛感情は抱いていないことにがっかりする。
由奈の恋愛相手として理央は薦められないと思っていたが、彼女が初めて生身の人間を好きになったため、由奈の恋を見守る決意をする。
和臣に自分の気持ちを聞いてもらううちに恋心を抱き、片思いするようになる。
誕生日 - 8月17日、血液型 - O型、身長 - 158センチメートル、体重 - 42キログラム
山本 理央（やまもと りお）
朱里の同い年の義弟。朱里とは親同士の再婚により義理の姉弟になった。イケメンで女子からモテる。面食いで、可愛い子なら来る者拒まない。
過去に一度熱烈な恋愛感情を抱いた相手がいたが、それは義理の姉になった朱里だった。
告白できないまま姉弟になり、今も朱里への思いを隠している。由奈は理央の恋を知っている。
誕生日 - 2月9日、血液型 - A型、身長 - 173センチメートル、体重 - 57キログラム
乾 和臣（いぬい かずおみ）
高校1年生。由奈と同じマンションに住む幼なじみで、由奈が唯一気負わずに何でも話せる相手。
理央と友達になる。天然で恋愛に興味が無い。
思ったことを素直に、キザなことでもサラッと話すため、朱里は度々ドキドキさせられる。
誕生日 - 10月6日、血液型 - B型、身長 - 176センチメートル、体重 - 61キログラム

## 実写映画
2020年8月14日に公開。監督は三木孝浩。舞台は神戸市に設定され、2019年3月から4月にかけて兵庫県立神戸高校などでロケが行われた。
公開初日にはTOHOシネマズ六本木ヒルズにて無観客での舞台挨拶が実施され、全国111の劇場に生中継された。

### キャスト（実写映画）
- 山本朱里：浜辺美波[9]
- 山本理央：北村匠海[9]
- 市原由奈：福本莉子[9]
- 乾和臣：赤楚衛二[9]
- 我妻暖人：上村海成
- 亮介：三船海斗
- 乾聡太：古川雄輝
- 朱里の母：戸田菜穂

### スタッフ（実写映画）
- 原作：咲坂伊緒『思い、思われ、ふり、ふられ』（集英社マーガレットコミックス刊）[9]
- 監督・脚本：三木孝浩[9]
- 脚本：米内山陽子[9]
- 音楽：伊藤ゴロー
- 劇中音楽：小瀬村晶
- 主題歌：Official髭男dism「115万キロのフィルム」（LASTRUM Music Entertainment Inc.）[18]
- 製作：市川南
- 共同製作：村田嘉邦、瓶子吉久、細野義朗、弓矢政法、菊川雄士、吉川英作、森田圭、渡辺章仁、永田勝美、國枝信吾、青井浩、前嶋宏、安部順一、田中祐介
- エグゼクティブ・プロデューサー：山内章弘
- 企画・プロデュース：臼井央、春名慶
- プロデューサー：川田尚広、岸田一晃
- 撮影：柳田裕男
- 美術：矢内京子
- 録音：豊田真一
- 照明：宮尾康史
- 編集：坂東直哉
- 助監督：井上雄介
- 製作担当：鳥越道昭
- 装飾：岩井健史
- VFXスーパーバイザー：鎌田康介
- スタイリスト：望月恵
- ヘアメイク：荒井智美
- スクリプター：古保美友紀
- 音楽プロデューサー：北原京子
- 宣伝プロデューサー：近藤渉
- メディアプロモーション：秋山智美
- プロダクション統括：佐藤毅
- 配給：東宝[9]
- 製作プロダクション：東宝映画
- 製作：映画「思い、思われ、ふり、ふられ」製作委員会（東宝、博報堂DYミュージック&ピクチャーズ、集英社、STARDUST HD.、ジェイアール東日本企画、読売テレビ放送、日本出版販売、KDDI、ローソンエンタテインメント、ひかりTV、ムービック、丸井グループ、TOKYO MX、読売新聞社、GYAO）

## アニメ映画
制作はA-1 Pictures。当初は実写映画版に先駆けて2020年5月29日に公開予定だったが、新型コロナウイルスの感染拡大に伴い、同年9月18日に延期された。

### キャスト（アニメ映画）
- 山本理央：島﨑信長[20]
- 乾和臣：斉藤壮馬[20]
- 山本朱里：潘めぐみ[20]
- 市原由奈：鈴木毬花[20]

### スタッフ（アニメ映画）
- 原作：咲坂伊緒『思い、思われ、ふり、ふられ』（集英社マーガレットコミックス刊）[20]
- 監督：黒柳トシマサ[20]
- 脚本：吉田恵里香[20]
- 音楽：野見祐二[20]
- 主題歌：BUMP OF CHICKEN「Gravity」（TOY'S FACTORY）[21]
- 挿入歌：BUMP OF CHICKEN「リボン」（TOY'S FACTORY)
- キャラクターデザイン：山下祐[20]
- 美術監督：平間由香[20]
- 色彩設計：安部なぎさ[20]
- CGディレクター：野間裕介[20]
- 撮影監督：岡﨑正春[20]
- 編集：三嶋章紀[20]
- 音響監督：長崎行男[20]
- 制作プロデューサー：清田穣二
- 製作：市川南、大田圭二
- 共同製作：岩上敦宏、瓶子吉久、菊川雄士、森田圭、永田勝美、弓矢政法、渡辺章仁、國枝信吾、村田嘉邦、吉川英作、前嶋宏、安部順一、田中祐介、青井浩
- 企画：上田太地、臼井央
- エグゼクティブプロデューサー：高橋亜希人、高橋敦司
- プロデューサー：伊藤隼之介
- アソシエイトプロデューサー：古橋宗太
- 音楽プロデューサー：小林建樹
- 配給：東宝[20]
- アニメーション制作：A-1 Pictures[20]
- 製作：アニメ映画「思い、思われ、ふり、ふられ」製作委員会（東宝、アニプレックス、集英社、読売テレビ放送、KDDI、ひかりTV、ジェイアール東日本企画、ローソンエンタテインメント、ムービック、博報堂DYミュージック&ピクチャーズ、日本出版販売、TOKYO MX、読売新聞社、GYAO、丸井グループ）[20]

## ボイスコミック
別冊マーガレット2020年5月号・同年6月号に、アニメ映画と同じキャストでボイスコミックが視聴できるシリアルコード付きのカードが付録となった。内容は、5月号が原作第1話、6月号は単行本4巻より「夢」編と単行本5巻より「夏祭り」編となっている。

## 書誌情報

### 漫画
- 咲坂伊緒 『思い、思われ、ふり、ふられ』 集英社 〈マーガレットコミックス〉、全12巻
  1. 2015年10月13日発売[23][24]、ISBN 978-4-08-845467-2
  2. 2016年2月25日発売[25][26]、ISBN 978-4-08-845528-0
  3. 2016年6月24日発売[27]、ISBN 978-4-08-845596-9
  4. 2016年10月25日発売[28][29]、ISBN 978-4-08-845653-9
  5. 2017年3月24日発売[30]、ISBN 978-4-08-845732-1
  6. 2017年8月25日発売[31]、ISBN 978-4-08-845804-5
  7. 2017年12月25日発売[32]、ISBN 978-4-08-845868-7
  8. 2018年4月25日発売[33]、ISBN 978-4-08-844025-5
  9. 2018年7月25日発売[34]、ISBN 978-4-08-844066-8
  10. 2018年10月25日発売[35]、ISBN 978-4-08-844109-2
  11. 2019年2月25日発売[36]、ISBN 978-4-08-844172-6
  12. 2019年6月25日発売[37][38]、ISBN 978-4-08-844213-6

### 小説
出版社は特記のない限り集英社。
- 咲坂伊緒（原作） / 阿部暁子（著者） 『実写映画ノベライズ 思い、思われ、ふり、ふられ』 〈集英社オレンジ文庫〉、2020年6月19日発売[39]、ISBN 978-4-08-680327-4
- 咲坂伊緒（原作） / はのまきみ（著者） 『思い、思われ、ふり、ふられ まんがノベライズ特別編 〜由奈の初恋と理央のひみつ〜』 〈集英社みらい文庫〉、2020年7月17日発売[40]、ISBN 978-4-08-321593-3
- 咲坂伊緒（原作） / はのまきみ（著者） / 米内山陽子・三木孝浩（監修） 『思い、思われ、ふり、ふられ 映画ノベライズ みらい文庫版』 〈集英社みらい文庫〉、 2020年7月31日発売[41]、ISBN 978-4-08-321596-4

### イラスト
- 『思い、思われ、ふり、ふられ フィルム&イラストレーションズ』2020年7月22日発売[42][43]、ISBN 978-4-08-792065-9